# Walter Norris
Walter Norris (27. prosince 1931 Little Rock – 29. října 2011 Berlín) byl americký jazzový klavírista a hudební skladatel. Po návratu z armády nejprve v Houstonu doprovázel Jimmyho Forda a poté, co se přestěhoval do Los Angeles, hrál na albech Jacka Sheldona a Ornette Colemana. V roce 1960 se přestěhoval do New Yorku, kde začal hrát v triu s kytaristou Billym Beanem a kontrabasistou Halem Gaylorem. Později hrál s různými hudebníky a v roce 1974 nahradil Rolanda Hannu v kapele Thada Jonese a Mela Lewise. Ke konci sedmdesátých let 20. století vystupoval s kontrabasistou Georgem Mrazem. Během své kariéry spolupracoval i s dalšími hudebníky, mezi které patří Charles Mingus nebo Joe Henderson.